# 日本のアニメ映画作品一覧 (わ行)
- 映画 > 映画の一覧 > 日本の映画作品一覧 > 日本のアニメ映画作品一覧 > 日本のアニメ映画作品一覧 (わ行)
- アニメ > アニメーション映画 > 日本のアニメ映画作品一覧 > 日本のアニメ映画作品一覧 (わ行)
- アニメ > アニメ作品一覧 > 日本のアニメ映画作品一覧 > 日本のアニメ映画作品一覧 (わ行)

日本のアニメ映画作品一覧 (わ行)では、日本で制作されたアニメ映画の作品名における五十音順“わ行”の一覧を記載。
記載の凡例については日本のアニメ映画作品一覧#凡例を参照
| あ行 | か行 | さ行 | た行 | な行 | は行 | ま行 | や行 | ら行 | わ行 |
| ---- | ---- | ---- | ---- | ---- | ---- | ---- | ---- | ---- | ---- |
| あ   | か   | さ   | た   | な   | は   | ま   | や   | ら   | わ   |
| い   | き   | し   | ち   | に   | ひ   | み   |      | り   | ゐ   |
| う   | く   | す   | つ   | ぬ   | ふ   | む   | ゆ   | る   |      |
| え   | け   | せ   | て   | ね   | へ   | め   |      | れ   | ゑ   |
| お   | こ   | そ   | と   | の   | ほ   | も   | よ   | ろ   | を   |

| その他 目次 | アニメ+実写・未公開/合作 |

| 1910年代-1950年代 | 1910年代・1920年代・1930年代・1940年代・1950年代           |
| 1960年代          | 1960・1961・1962・1963・1964・1965・1966・1967・1968・1969 |
| 1970年代          | 1970・1971・1972・1973・1974・1975・1976・1977・1978・1979 |
| 1980年代          | 1980・1981・1982・1983・1984・1985・1986・1987・1988・1989 |
| 1990年代          | 1990・1991・1992・1993・1994・1995・1996・1997・1998・1999 |
| 2000年代          | 2000・2001・2002・2003・2004・2005・2006・2007・2008・2009 |
| 2010年代          | 2010・2011・2012・2013・2014・2015・2016・2017・2018・2019 |
| 2020年代          | 2020・2021・2022・2023・2024・2025・2026・2027・2028・2029 |

| 目次 | • 脚注• 注釈• 出典• 参考リンク |

## わ
| 作品名                                                           | 公開年月日                 | 上映時間 | 監督             | 制作               |
| ---------------------------------------------------------------- | -------------------------- | -------- | ---------------- | ------------------ |
| 若おかみは小学生!                                                | 2018年（平成30年）9月21日  | 94分     | 高坂希太郎       | DLE、マッドハウス  |
| わが青春のアルカディア                                           | 1982年（昭和57年）7月28日  | 130分    | 勝間田具治       | 東映動画           |
| 惑星大怪獣ネガドン                                               | 2005年（平成17年）11月5日  | 25分     | 粟津順           | スタジオマガラ     |
| 惑星ロボ ダンガードA対昆虫ロボット軍団                           | 1977年（昭和52年）7月17日  | 25分     | 石井輝男（演出） | 東映動画           |
| 惑星ロボ ダンガードA 宇宙大海戦                                  | 1978年（昭和53年）3月18日  | 25分     | 明比正行（演出） | 東映動画           |
| わすれなぐも                                                     | 2012年（平成24年）3月24日  | 25分     | 海谷敏久         | Production I.G     |
| 綿の国星                                                         | 1984年（昭和59年）2月11日  | 92分     | 辻伸一           | 虫プロダクション   |
| わんぱく王子の大蛇退治                                           | 1963年（昭和38年）3月24日  | 86分     | 芹川有吾（演出） | 東映動画           |
| ONE PIECE                                                        | 2000年（平成12年）3月4日   | 51分     | 志水淳児         | 東映アニメーション |
| ONE PIECE ねじまき島の冒険                                       | 2001年（平成13年）3月3日   | 55分     | 志水淳児         | 東映アニメーション |
| ONE PIECE 珍獣島のチョッパー王国                                 | 2002年（平成14年）3月2日   | 56分     | 志水淳児         | 東映アニメーション |
| ONE PIECE 夢のサッカー王!                                        | 2002年（平成14年）3月2日   | 6分      | 境宗久           | 東映アニメーション |
| ONE PIECE THE MOVIE デッドエンドの冒険                           | 2003年（平成15年）3月1日   | 95分     | 宇田鋼之介       | 東映アニメーション |
| ONE PIECE 呪われた聖剣                                           | 2004年（平成16年）3月6日   | 100分    | 竹之内和久       | 東映アニメーション |
| ONE PIECE めざせ!海賊野球王                                      | 2004年（平成16年）3月6日   | 6分      | 貝澤幸男         | 東映アニメーション |
| ONE PIECE THE MOVIE オマツリ男爵と秘密の島                       | 2005年（平成17年）3月5日   | 91分     | 細田守           | 東映アニメーション |
| ONE PIECE THE MOVIE カラクリ城のメカ巨兵                         | 2006年（平成18年）3月4日   | 95分     | 宇田鋼之介       | 東映アニメーション |
| ONE PIECE エピソードオブアラバスタ 砂漠の王女と海賊たち          | 2007年（平成19年）3月3日   | 90分     | 今村隆寛         | 東映アニメーション |
| ONE PIECE THE MOVIE エピソードオブチョッパー+ 冬に咲く、奇跡の桜 | 2008年（平成20年）3月1日   | 110分    | 志水淳児         | 東映アニメーション |
| ONE PIECE FILM STRONG WORLD                                      | 2009年（平成21年）12月12日 | 113分    | 境宗久           | 東映アニメーション |
| ONE PIECE 3D 麦わらチェイス                                      | 2011年（平成23年）3月19日  | 31分     | 佐藤宏幸         | 東映アニメーション |
| ONE PIECE FILM Z                                                 | 2012年（平成24年）12月15日 | 100分    | 長峯達也         | 東映アニメーション |
| ONE PIECE FILM GOLD                                              | 2016年（平成28年）7月23日  | 108分    | 宮元宏彰         | 東映アニメーション |
| わんわん忠臣蔵                                                   | 1963年（昭和38年）12月21日 | 81分     | 白川大作（演出） | 東映動画部         |
| ←ろ                                                              | ↑目次                      | ゑ→      | ゑ→              | ゑ→                |

## ゐ
該当作品なし。

## ゑ
| 作品名                      | 公開年月日                 | 上映時間 | 監督               | 制作           |
| --------------------------- | -------------------------- | -------- | ------------------ | -------------- |
| ヱヴァンゲリヲン新劇場版:序 | 2007年（平成19年）9月1日   | 98分     | 庵野秀明（総監督） | スタジオカラー |
| ヱヴァンゲリヲン新劇場版:破 | 2009年（平成21年）6月27日  | 108分    | 庵野秀明（総監督） | スタジオカラー |
| ヱヴァンゲリヲン新劇場版:Q  | 2012年（平成24年）11月17日 | 95分     | 庵野秀明（総監督） | スタジオカラー |
| ←わ                         | ↑目次                      | あ→      | あ→                | あ→            |

## を
該当作品なし。